# القنب الطبي في الولايات المتحدة
اعتبر استخدام القنب الطبي في الولايات المتحدة الأمريكية قانونيًا في فبراير عام 2022، وشمل ذلك 37 ولاية وأربعة من أصل خمسة من تبعيات الولايات المتحدة وواشنطن العاصمة. تشتمل الولايات ال 11 المتبقية على قوانين أكثر تقييدًا فيما يتعلق باستخدام رباعي هيدرو كانابينول (تي إتش سي)، وذلك بهدف إتاحة المجال لانتشار الكانابيدول (سي بي دي)، وهو أحد سلالات القنب غير نفسانية التأثير. هناك تباين كبير في القوانين المتعلقة بالقنب الطبي من ولاية إلى أخرى، بما في ذلك كيفية إنتاجه وتوزيعه واستهلاكه والحالات الطبية التي يُسمح باستخدامه من أجلها. 
ولاية كاليفورنيا هي أول ولاية تُضفي الشرعية على استخدام القنب الطبي بشكل فعال، وذلك في عام 1996 عندما وافق الناخبون على الاقتراح 215 بهامش 56-44. تلتها عدة ولايات بمبادرات اقتراع ناجحة في عام 1998، وفي عام 2000 أصبحت هاواي أول ولاية تشرع استخدامه من خلال قانون صادر عن الهيئة التشريعية. بحلول عام 2016، انتشر تشريع القنب الطبي إلى غالبية الولايات.
على المستوى الفيدرالي، لا يزال القنب مادة محظورة عن طريق قانون المواد الخاضعة للرقابة لعام 1970. واستنادًا على هذا القانون، تصنف إدارة مكافحة المخدرات القنب على أنه عقار مدرج في الجدول الأول، أي أنه عقار يتمتع باحتمالية عالية لسوء الاستخدام وليس له استخدام طبي مقبول، وبالتالي يُمنع استخدامه لأي غرض. فرضت وزارة العدل هذا القانون باللجوء إلى العديد من الطرق، بما في ذلك الملاحقات الجنائية ومصادرة الأصول المدنية والمداهمات شبه العسكرية التي تستهدف مقدمي القنب الطبي، وعقوبات مختلفة نُفذت أو استخدمت لتهديد الأفراد الآخرين المنخرطين في أنشطة القنب الطبي القانونية على مستوى الولاية (الأطباء، أصحاب العقارات ومسؤولي الدولة وموظفيها). مع ذلك، وفي ديسمبر عام 2014، صُدق على تعديل روراباكر-فار ليصبح قانونًا، تُمنع بموجبه وزارة العدل من إنفاق الأموال على التدخل في إنفاذ قوانين القنب الطبية الحكومية. 
حافظ دعم الرأي العام للسماح باستخدام القنب الطبي على قوته منذ استطلاع مؤسسة غالوب الأول حول هذا الشأن، إذ لاقى الاستطلاع نسبة 73% ممن يؤيدونه. وأفضى استطلاع للرأي أجراه مركز بيو في أبريل عام 2021 أن التأييد العام الوطني وصل إلى 91%.

## بدايات استخدام القنب الطبي في الولايات المتحدة
يعود استخدام القنب الطبي إلى آلاف السنين إلى الصين والهند ومصر القديمة. وقد انتشر في الطب الغربي من قبل الطبيب الأيرلندي ويليام بروك أوشونسي، الذي صادف العقار في ثلاثينيات القرن التاسع عشر أثناء إقامته في الخارج في الهند. وثق أوشونسي عددًا من التطبيقات الطبية للقنب مستندًا إلى التجارب التي أجراها، مشيرًا على وجه التحديد إلى آثاره المسكنة والمضادة للتشنج. عاد إلى إنجلترا مع إمداد من القنب في عام 1842، وانتشر بعد ذلك استخدامه الطبي بشكل متسارع في جميع أنحاء أوروبا والولايات المتحدة. 
دخل القنب الطبي دستور الأدوية الأمريكي في عام 1850، كعلاج للألم العصبي، الكزاز، الحمى النمشية، الكوليرا، داء الكلب، الزحار، الكحولية، اضطراب تعاطي المواد الأفيونية، الجمرة الخبيثة، الجذام، التبول اللاإرادي، لدغة الأفعى، النقرس، الاختلاج، التهاب اللوزتين، الجنون، غزارة الطمث والنزيف المهبلي. توفر على نطاق واسع في الصيدليات وحتى في متاجر البقالة خلال النصف الأخير من القرن التاسع عشر، وبأسعار مقبولة مقارنة بالعقاقير الأخرى ودون الحاجة إلى وصفة طبية من الطبيب. بيع القنب بشكل شائع في شكل صبغة من قبل بارك ديفيز، إيلي ليلي وشركاءه وبريستول-مايرز سكويب وشركات الأدوية الأخرى. 
بحلول نهاية القرن التاسع عشر، تراجع استخدام القنب الطبي نتيجة العديد من العوامل، بما في ذلك صعوبة التحكم في الجرعات وزيادة شعبية الأدوية الاصطناعية والمشتقة من الأفيون. وقد سمح ظهور المحاقن بحقن هذه الأدوية والوصول إلى التأثير بشكل سريع، بعكس القنب الذي لا يذوب في الماء ولا يمكن حقنه. بالإضافة إلى ذلك، مع بدء المخاوف بشأن الاستخدام الاستجمامي للقنب (بدافع من تقارير الصحافة الصفراء وحملات الدعاية الحكومية)، بدأت الولايات في إصدار تشريعات لتقييد بيع وحيازة القنب، مما أدى بالنهاية إلى القضاء على توفره بدون وصفة طبية. بحلول عام 1936، أصدرت جميع الولايات قوانين على هذا النحو.
انخفض استخدام القنب كدواء مع مرور قانون ضريبة الماريغوانا لعام 1937. وكان الغرض من القانون هو حظر جميع الاستخدامات غير الطبية للقنب في الولايات المتحدة؛ ومع ذلك، فقد حد بشكل كبير من الاستخدام الطبي القنب، بسبب الرسوم الجديدة والمتطلبات التنظيمية التي فُرضت والتي فرضت عبئًا كبيرًا على الأطباء الذين يصفون القنب. لهذا السبب عارضت الجمعية الطبية الأمريكية قانون ضريبة الماريغوانا لعام 1937، ولكن دون جدوى. أزيل القنب الطبي من دستور الأدوية الأمريكي في عام 1941، بناءً على طلب هاري أنسلينجر، المشهور بمعارضته المتطرفة للقنب.
خلال الستينيات، عندما بدأ عدد كبير من الناس في استخدام القنب لأغراض استجمامية، أعاد البعض اكتشاف الفائدة الطبية للقنب عندما بدأت القصص تظهر حول فعاليته في علاج مجموعة متنوعة من الحالات الطبية. حُظر بشكل رسمي حتى للاستخدام الطبي، وذلك بعد تمرير قانون المواد الخاضعة للرقابة لعام 1970. على الرغم من الحظر الفيدرالي الصارم المُنفذ، استمر القنب في اكتساب اهتمام متجدد كدواء في السبعينيات والثمانينيات، ولا سيما بسبب شهادات مرضى السرطان والإيدز الذين أفادوا بأنه فعال في تخفيف آثار العلاج الكيميائي ومتلازمة الهزال. شكل تدخين القنب، الذي كان شائعًا بين مستخدمي القنب بشكل استجمامي، مساعدة خاصة للمرضى الذين واجهوا صعوبة في تناول الدواء عن طريق الفم نتيجة الإقياء، وكان تأثيره أسرع ظهورًا عند تدخينه بالإضافة إلى القدرة على التحكم بالجرعة بشكل أكبر.